# 阿爾傑什河
阿爾傑什河（羅馬尼亞語：râul Argeş）是羅馬尼亞南部的一條河流、多瑙河左支。全長350公里，流面積12,600平方公里。
起源於南喀爾巴阡山脈，向東南流經羅馬尼亞平原。在奧爾泰尼察注入多瑙河幹流。
流經主要城市有皮特什蒂。